# Phoenicircus
Phoenicircus is een geslacht van vogels uit de familie cotinga's (Cotingidae). Het geslacht telt twee soorten.

## Soorten
- Phoenicircus carnifex – Rode cotinga
- Phoenicircus nigricollis – Fluweelcotinga